# حشره‌خوار مشکین دورنگ
 حشره‌خوار مشکین دورنگ (نام علمی: Crocidura fuscomurina) نام یک گونه از سرده حشره‌خوارهای دندان‌سفید است.